# Mouvement pour le climat

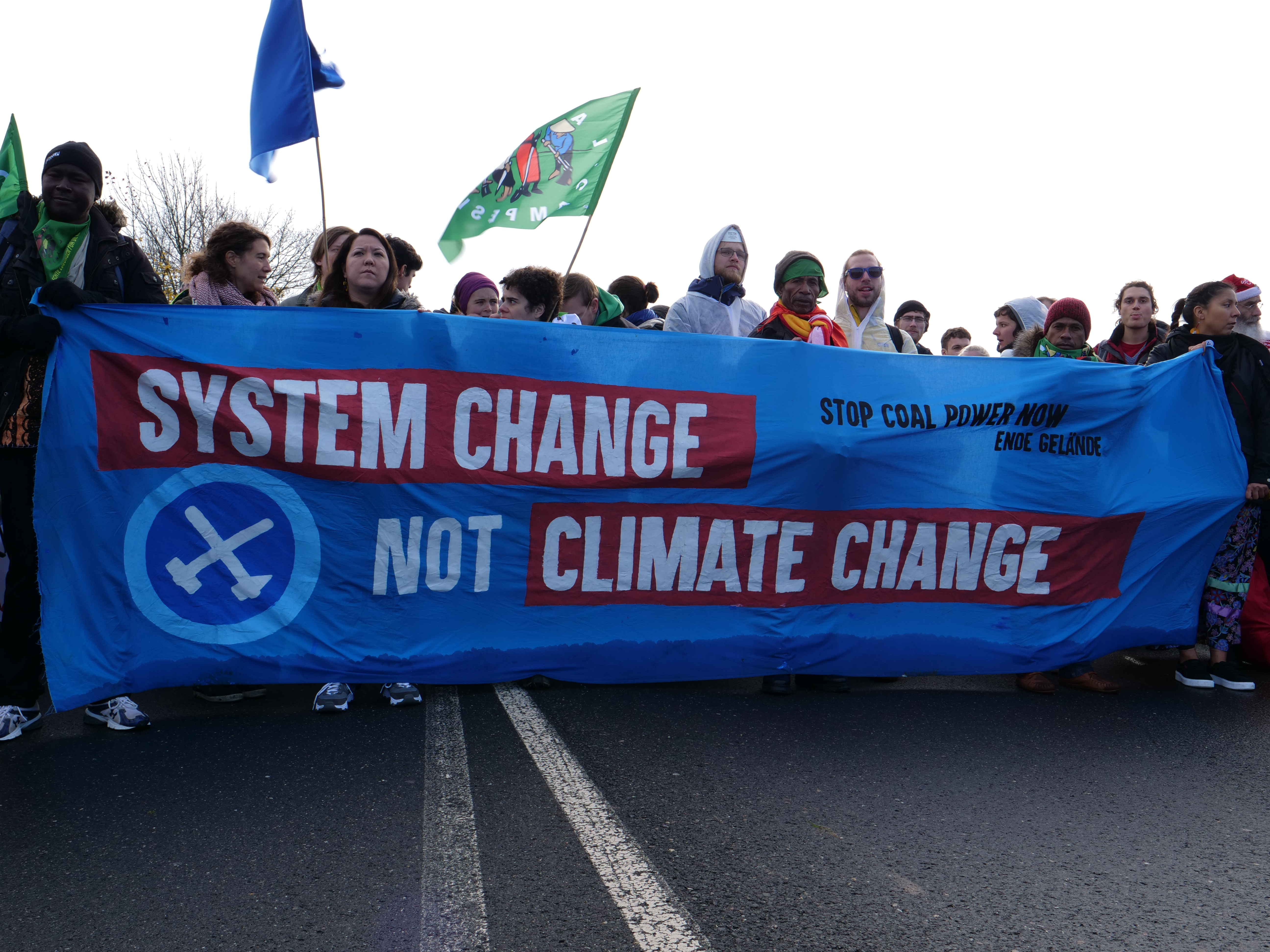
Bannière "Changez le système, pas le climat" à Ende Gelände 2017 en Allemagne

Le mouvement pour le climat est un mouvement social mondial qui vise à faire pression sur les gouvernements et l'industrie afin qu'ils prennent des mesures (également appelées « action climatique ») s'attaquant aux causes et impacts du changement climatique. Les organisations non gouvernementales environnementales se sont engagées dans un activisme climatique important depuis la fin des années 1980 et au début des années 1990, lorsqu'elles cherchaient à influencer la Convention-cadre des Nations Unies sur les changements climatiques (CCNUCC).
L'activisme climatique est devenu de plus en plus important depuis, prenant une ampleur significative lors du Sommet de Copenhague de 2009 et en particulier après la signature de l'Accord de Paris sur le climat en 2016, ainsi qu'en 2019 lors de la grève mondiale pour le climat. Les organisations environnementales mènent diverses actions telles que les manifestations pour le climat.

## Histoire
L'activisme lié au dérèglement climatique commence à la fin des années 1980, lorsque de grandes organisations environnementales s'impliquent dans les discussions sur le climat, principalement dans le cadre de la Convention-cadre des Nations unies sur les changements climatiques. Alors que les organisations environnementales étaient auparavant principalement engagées au niveau national, elles commencent à s'impliquer de plus en plus dans des campagnes internationales. La plus grande coalition transnationale sur le changement climatique, Climate Action Network, est fondée en 1992, ses principaux membres étant Greenpeace, WWF, Oxfam et les Amis de la Terre. Climate Justice Now! (en) et Climate Justice Action (en), deux coalitions majeures, sont fondées dans la perspective du sommet de Copenhague de 2009.

### Mobilisation pour Copenhague 2009
La Conférence des Nations Unies sur le changement climatique de 2009 à Copenhague est le premier sommet de la CCNUCC au cours duquel le mouvement climatique commence à montrer sa puissance de mobilisation à grande échelle. Le nombre de nouvelles ONG enregistrées auprès de la CCNUCC bondit en 2009, à l'approche du sommet de Copenhague. Entre 40 000 et 100 000 personnes ont participé à une marche à Copenhague le 12 décembre, appelant à un accord mondial sur le climat.

### Grève mondiale pour le climat de 2019
La grève mondiale pour le climat en septembre 2019, organisée par Fridays For Future et Earth Strike, est à ce titre un événement majeur. L'objectif était d'influencer le sommet sur l'action pour le climat organisé par l'ONU le 23 septembre de la même année. Selon les organisateurs, quatre millions de personnes ont participé à la grève du 20 septembre 2023. L'activisme des jeunes et leur implication jouent un rôle important dans l'évolution du mouvement depuis la croissance des grèves Fridays For Future lancées par Greta Thunberg en 2019. En 2019, Extinction Rebellion a organisé de grandes manifestations exigeant de « réduire les émissions de carbone à zéro d'ici 2025 et de créer une assemblée de citoyens pour superviser les progrès », notamment en bloquant les routes.

## Méthodes
« Les activistes climatiques sont parfois dépeints comme de dangereux radicaux, mais les vrais radicaux dangereux sont les pays qui accroissent leur production d'énergies fossiles. »

— António Guterres, Secrétaire général des Nations Unies, 2022
Plusieurs approches ont été utilisées dans le passé par les défenseurs du climat et les campagnes associatives :
- le partage d'informations
- le cadrage des informations sur les aspects du changement climatique
- remettre en question les termes des débats politiques.

Ces trois méthodes ont été mises en œuvre dans des campagnes climatiques destinées au grand public. Les informations sur les impacts du changement climatique mondial jouent un rôle dans la formation des croyances, des attitudes et des comportements climatiques, tandis que les effets d'autres approches (par exemple, la fourniture d'informations sur les solutions au réchauffement climatique), l'élaboration d'un consensus, l'utilisation d'informations mécanistes) sont encore largement inconnus. La troisième approche consiste à créer un espace de discussion qui dépasse les intérêts économiques qui dominent souvent les débats politiques, afin de mettre l'accent sur les valeurs écologiques et la démocratie directe. Cela a été considéré comme crucial pour provoquer des changements structurels plus importants. Certains politiciens, comme Arnold Schwarzenegger à travers son slogan "mettre fin à la pollution", disent que les militants devraient générer de l'optimisme en se concentrant sur les co-bénéfices sanitaires de l'action climatique.

### Désobéissance climatique
La désobéissance climatique est une forme de désobéissance civile, une action délibérée destinée à critiquer la politique climatique des gouvernements. En 2008, l'activiste climatique américain Tim DeChristopher (en) se fait passer pour un soumissionnaire lors d'une vente aux enchères de baux pétroliers et gaziers du Bureau of Land Management des États-Unis dans l'Utah, et remporte la vente aux enchères, puis refuse le paiement et est emprisonné pendant 21 mois. En septembre 2015, cinq militants pour le climat connus sous le nom de Delta 5 bloquent un train transportant du pétrole à Everett, Washington. Au procès, les Delta 5 plaident la défense de nécessité, c'est-à-dire le fait d'avoir enfreint une loi pour prévenir un préjudice plus grave. Après les témoignages, le juge détermine que les motifs de la défense de nécessité ne sont pas satisfaits et ordonne au jury de ne pas tenir compte des témoignages admis en vertu de la défense de nécessité. Les Delta 5 sont condamnés à une amende pour intrusion mais sont acquittés d'accusations plus graves,,,.
Le premier exemple d'un juge acceptant la défense de nécessité climatique a eu lieu le 27 mars 2018 lorsque la juge Mary Ann Driscoll a acquitté 13 accusés après d'une manifestation tenue en 2016 à Boston, Massachusetts.

### Déclarer l'état d'urgence
La promulgation d'un état d'urgence peut être composée de deux éléments : des effets juridiques dans le monde réel et leurs garanties, ou assurer un changement rapide complémentaire à grande échelle dans l'activité humaine aux fins prévues. À ce jour, de nombreux gouvernements ont reconnu, parfois sous la forme de "déclarations" provisoires, sous forme de texte, que l'humanité est essentiellement en état d'urgence climatique.
En novembre 2021, Greta Thunberg et d'autres militants pour le climat ont déposé une pétition auprès des Nations unies l'appelant à déclarer une urgence climatique mondiale de niveau 3. Cela devrait conduire à la création d'une équipe spéciale qui coordonnera la réponse à la crise climatique au niveau international. La réponse devrait être au moins aussi forte que la réponse à la pandémie de COVID-19.
Il a été proposé que le secteur de la sécurité nationale puisse jouer un rôle unique dans le développement d'une mobilisation mondiale de la main-d'œuvre et des ressources en cas d'urgence climatique pour construire une économie à zéro émission et promulguer la décarbonation.
Des commentateurs dont The Climate Mobilization (en) ont suggéré de mobiliser des ressources par une économie de guerre et d'autres mesures connexes exceptionnelles ou efficaces,,,,.

### Focus sur la justice climatique
Au lieu de se concentrer sur les impacts sur l'environnement naturel, ces dernières années, les gens ont appelé les décideurs à adopter des stratégies d'atténuation justes et équitables. La justice climatique reconnaît que certaines régions et populations sont plus vulnérables au changement climatique que d'autres, et qu'il faut tenir compte des « vulnérabilités, ressources, et capacités existantes » en abordant les solutions climatiques.
Aux États-Unis, des organisations telles que la Climate Justice Alliance (en) travaillent pour construire des économies et communautés résilientes, plaçant "la race, le sexe et la classe au centre des solutions" en s'efforçant d'unir les voix des communautés en première ligne.

### Actions en justice
Dans certains pays, les personnes touchées par le changement climatique peuvent poursuivre en justice les principaux émetteurs de gaz à effet de serre. Des litiges ont été tentés par des pays et des peuples entiers, tels que Palau et les Inuits, ainsi que des organisations non gouvernementales telles que le Sierra Club. Les sociétés de charbon, de pétrole et de gaz détenues par des investisseurs pourraient être légalement et moralement responsables des violations des droits de l'homme liées au climat,. Les litiges et poursuites légales sont souvent des actions collectives, ménées par exemple via des organisations comme Greenpeace, qui a poursuivi un fournisseur de charbon polonais et un constructeur automobile allemand.
Il est désormais prouvé que certains événements météorologiques sont dus spécifiquement au réchauffement climatique, et des méthodologies ont été développées pour montrer le risque accru d'autres événements causés par le réchauffement climatique.
Pour qu'une action en justice sur le motif de négligence aboutisse, "Les plaignants... doivent démontrer qu'il est plus probable qu'improbable que leurs blessures individuelles aient été causées par le facteur de risque en question, et non par d'autres causes. Cela s'est parfois traduit par une exigence de risque relatif supérieur à deux." Une autre voie (bien que moins juridique) est la Convention du patrimoine mondial, s'il peut être démontré que le changement climatique affecte les sites du patrimoine mondial comme le mont Everest,.

#### Contre des gouvernements nationaux
Outre les pays qui se poursuivent les uns les autres, il existe également des cas de personnes ayant pris des mesures légales contre leur propre gouvernement.
Aux Pays-Bas et en Belgique, des organisations telles que la fondation Urgenda et le Klimaatzaak ont également poursuivi leurs gouvernements au motif qu'ils ne respectent pas les réductions d'émissions convenues.
En 2021, la Cour constitutionnelle suprême d'Allemagne a jugé les mesures gouvernementales de protection du climat insuffisantes pour protéger les générations futures, et a déclaré que le gouvernement avait jusqu'à fin 2022 pour améliorer sa loi de protection du climat.
Tenu c. Montana a été le premier procès climatique de droit constitutionnel jugé aux États-Unis, le 12 juin 2023. L'affaire avait été déposée en mars 2020 par seize jeunes résidents du Montana, alors âgés de 2 à 18 ans, qui ont fait valoir que le soutien de l'État à l'industrie des combustibles fossiles avait aggravé les effets du changement climatique sur leur vie, niant ainsi leur droit à un "environnement propre et sain dans le Montana pour les générations présentes et futures" : Art. IX, § 1 tel que requis par la Constitution du Montana.

#### Contre Shell
En mai 2021, dans Milieudefensie v Royal Dutch Shell (en), le tribunal de district de La Haye a ordonné à Royal Dutch Shell de réduire ses émissions mondiales de CO2 de 45 % d'ici fin 2030, par rapport aux niveaux de 2019.

### Désinvestissement des énergies fossiles
Le mouvement de désinvestissement contre les combustibles fossiles a eu un impact sur les conversations entourant le financement des énergies fossiles. Les banques et les investisseurs remettent de plus en plus en question la viabilité du secteur des combustibles fossiles à long terme. En effet, ce mouvement de désinvestissement stigmatise les combustibles fossiles et augmente l'incertitude quant à l'utilisation continue des combustibles fossiles, réduisant ainsi la rentabilité financière des actifs fossiles. Étant donné que l'extraction, l'exploration et l'extraction de combustibles fossiles sont toutes des activités à fort besoin de capital, l'incertitude entourant leurs risques financiers peut réduire les investissements. S'il y a une réduction de l'offre de capital ou une augmentation des coûts du capital, les projets de combustibles fossiles finiront par ne plus être rentables. Cela fera baisser la valorisation des entreprises de combustibles fossiles, les obligeant à sortir du marché.
Le principal argument derrière les campagnes de désinvestissement des combustibles fossiles est que tirer des bénéfices des investissements dans des activités associées aux combustibles fossiles est contraire à l'éthique, car les émissions des combustibles fossiles sont les principaux moteurs du réchauffement climatique mondial. Les campagnes de désinvestissement de Fossil Fuel telles que la campagne Go Fossil Free de 350.org implorent les investisseurs de désinvestir en gelant immédiatement tout nouvel investissement qu'ils pourraient faire dans des entreprises de combustibles fossiles, et de se départir de toute propriété directe ou fonds mélangés, tels que les actions publiques de combustibles fossiles et les obligations de sociétés, au cours des cinq prochaines années.
La campagne de désinvestissement des combustibles fossiles a trois objectifs principaux. Premièrement faire pression sur les gouvernements du monde entier pour qu'ils mettent en place une législation comprenant une taxe sur le carbone ou interdisant tout nouveau forage de combustibles fossiles. Le deuxième objectif est de faire pression sur les entreprises de combustibles fossiles pour qu'elles passent à des formes d'approvisionnement énergétique moins intensives en carbone. Le troisième objectif est d'assurer la transparence en ce qui concerne l'exposition au carbone causée par les entreprises de combustibles fossiles.
Les campagnes de désinvestissement des combustibles fossiles cherchent donc à couper tout ce qui serait nécessaire à la croissance et à la survie de l'industrie des combustibles fossiles. Ceux-ci incluent la licence sociale dont cette industrie a besoin pour fonctionner, la licence politique dont l'industrie des combustibles fossiles a besoin pour croître et survivre, et les investissements financiers qui soutiennent son existence, sa survie et sa croissance. Ces campagnes cherchent également à faire pression sur les gouvernements pour qu'ils jouent leur rôle en essayant de limiter les émissions. Dans ces campagnes, les militants exigent donc que les institutions publiques entretiennent leurs liens qu'elles ont toujours entretenus avec cette industrie des combustibles fossiles dans le but principal de ternir la réputation de l'industrie des combustibles fossiles et de contester le pouvoir dont dispose l'industrie. En faisant cela, ces militants veulent ainsi priver les entreprises fossiles du capital dont elles ont besoin et supprimer à la fois l'infrastructure et l'influence de cette industrie.
Les campagnes de désinvestissement ont été utilisées pour une variété de questions de justice sociale dans le passé. Par exemple, des campagnes de désinvestissement ont été lancées pour mettre fin aux investissements en Afrique du Sud pendant l'apartheid, en Israël et au Soudan, et contre l'industrie du tabac. Plus récemment, les campagnes de désinvestissement se sont concentrées sur les prisons privées et l'industrie des combustibles fossiles. Ces appels au désinvestissement ont reçu beaucoup d'attention avec des résultats variables.
La bonne nouvelle pour les campagnes de désinvestissement des combustibles fossiles est que leur stratégie pourrait s'avérer efficace, notamment car il y a eu une augmentation des engagements de désinvestissement dans les combustibles fossiles depuis les années 2000. Ces engagements de désinvestissement ont entraîné une réduction des flux de capitaux dans le secteur du gaz et du pétrole, comme cela a été le cas dans 33 pays à travers le monde entre les années 2000 et 2015. Des recherches ont montré que l'augmentation des promesses de désinvestissement dans le gaz et le pétrole dans divers pays ont également été influencées par les campagnes de désinvestissement. Des politiques environnementales plus strictes ont également été adoptées par des régimes qui reconnaissent le changement climatique comme une menace pour leur pays.
Le désinvestissement des combustibles fossiles a en effet acquis une traction remarquable au cours des dernières années. Il est passé d'une idée marginale à un mouvement actuellement évalué à environ 14,5 billions de dollars. Il compte plus d'un millier de fonds de dotation, de régimes de retraite et d'importants investisseurs engagés. Cela a incité de nombreux investisseurs particuliers et investisseurs institutionnels d'aujourd'hui à canaliser leur argent vers des fonds soucieux de l'environnement.

## Activisme environnemental public
Ce type d'activisme citoyen est important pour ouvrir la voie à un changement systémique qui profitera à l'environnement. Ce changement peut être facilité par la participation du gouvernement en adoptant des politiques plus respectueuses de l'environnement et des changements globaux qui seront nécessaires pour apporter des changements environnementaux substantiels. Différentes stratégies, actions et dispositifs sont utilisés par les militants écologistes citoyens dans le but de soutenir et dans certains cas d'exiger ces changements environnementaux. Il y a cependant des problèmes auxquels ce type d'activisme est confronté. Des problèmes tels que le déclin potentiel de la préférence et de la participation aux mouvements environnementaux dans les pays BRIC, les obstacles à l'implication et à la mobilisation des citoyens environnementaux et la divergence des objectifs entre les mouvements environnementaux.

### Créer le changement

Changements d'intérêt pour le changement climatique, mesurés par l'utilisation de "changement climatique" comme terme de recherche Google

L'activisme individuel et volontaire n'est pas suffisant pour faire une différence substantielle dans les principaux problèmes de changement climatique, le changement systématique l'est.  Carol Booth avance que le préjudice causé par « le respect de lois, de politiques et de programmes inadéquats justifie une plus grande préoccupation morale » que le préjudice individuel par le biais d'émissions personnelles et d'actions négatives similaires contribuant au changement climatique (p. 412). Pour que la réduction des émissions, l'un des nombreux problèmes liés au changement climatique, se produise à une échelle qui ait des effets environnementaux positifs, une action gouvernementale sera nécessaire. Dans l'ensemble, la réforme environnementale est mieux soutenue et avancée par l'activisme et les mouvements. Frederick Buttel théorise que les raisons en sont que l'activisme et les mouvements environnementaux se battent contre les groupes de contre-mouvement et qu'ils assurent la responsabilité en matière de protection de l'environnement.
Les systèmes gouvernementaux peuvent à la fois façonner et limiter ce que les militants publics sont capables de faire, en particulier les systèmes que l'on trouve dans des pays comme les États-Unis et l'Union européenne. Les contraintes proviennent d'aspects institutionnels des systèmes gouvernementaux qui rendent difficile la production de lois et d'autres changements importants qui luttent contre les problèmes liés au changement climatique. La progression de la mobilisation dans certains cas dépend des militants pour trouver des moyens de surmonter les obstacles rencontrés dans ces systèmes gouvernementaux. Le grand public a une influence sur certains résultats. "... [L]atent comportement civique, les attitudes envers la société et les modèles historiques d'attentes pour la performance institutionnelle peuvent exercer une influence étonnamment importante sur les résultats politiques et même économiques (p. 33). En examinant la politique californienne, il a été constaté que l'influence de l'activisme citoyen conduit à des choix systématiques favorables à l'environnement de la part de membres influents et puissants, comme les figures de proue politiques et communautaires.
Une étude de synthèse de 2023 publiée dans One Earth a déclaré que les sondages d'opinion montrent que la plupart des gens perçoivent le changement climatique comme se produisant maintenant et à proximité. L'étude a conclu que voir le changement climatique comme plus lointain n'entraîne pas nécessairement moins d'action climatique, et la réduction de la distance psychologique n'augmente pas de manière fiable l'action climatique.

### Systèmes et actions dans l'activisme public
Différentes stratégies, systèmes et actions sont utilisés dans l'activisme environnemental public. Certaines actions peuvent être indisponibles pour différents types d'activistes publics selon le point de vue économique.
Les théories d'Erik Wright sur la transformation sociale ont été utilisées pour analyser les mouvements environnementaux et en partie les actions que ces mouvements ont prises dans leur activisme qui étaient liées aux « stratégies de transformation » de Wright. Cela inclut les « stratégies interstitielles », qui sont des stratégies qui tentent de modifier ou de remettre en question le système actuel, se traduisent par des actions citoyennes telles que l'achat d'appareils plus efficaces et d'autres actions de consommation axées sur l'environnement. Les « stratégies de rupture » « brisent le système actuel par la confrontation ». Des stratégies comme celles-ci se connectent à la pratique du mouvement écologiste d'organiser des protestations et des manifestations de résistance. Enfin, les « stratégies symbiotiques » sont axées sur la collaboration par le biais de réformes sociales telles que la promotion et la réforme des politiques pour donner la priorité à la santé du climat plutôt qu'au profit. D'autres types de stratégies adoptées par les militants citoyens sont « la sensibilisation, la création d'alliances et la création de réseaux ». Le « comportement de conservation », la volonté du public de vivre des modes de vie plus durables sur le plan environnemental, est devenu de plus en plus populaire dans les démocraties développées et en développement. Dans un examen des pays BRIC, dont ils sont toujours considérés comme en développement, il est avancé que si le travail effectué par les écologistes dans ces pays est considéré comme insuffisant, les citoyens peuvent prendre sur eux de "tourner leurs efforts vers des ajustements de style de vie comme une forme alternative de contribution".
La « disposition relative aux poursuites citoyennes » des États-Unis est un type de système qui peut être utilisé dans le cadre de l'activisme environnemental public. Celles-ci sont utilisées dans de nombreuses lois environnementales majeures aux États-Unis, sont importantes pour l'application de la loi environnementale et dissuadent les organismes fautifs de ne pas se conformer, tout en démontrant l'intérêt et la demande du public. Un autre système environnemental est « le système de plaintes environnementales de la Chine ». Ce système prend en compte les rapports des citoyens sur les violations en ce qui concerne les problèmes environnementaux et est généralement utilisé par le public pour exprimer "ses préoccupations et ses frustrations face aux problèmes environnementaux et a réussi à promouvoir la sensibilisation à l'environnement et à impliquer le public" (pg 330). L'étude a suggéré que "le rôle de la participation publique dépend fortement du [système] de gouvernance plus large dans lequel elle est intégrée, et que canaliser l'activisme environnemental vers [le gouvernement] peut influencer de manière significative son efficacité" (pg 326).
L'activisme public est confronté à des défis dus aux différences de développement économique ainsi qu'aux différences de gouvernement et de législation. Il y a eu « des signes de baisse de la confiance et de l'adhésion aux [organisations] environnementales » dans les pays BRIC ainsi que « des obstacles à l'implication du public et à la [mobilisation] sociale en raison d'une surveillance étroite et de la censure, notamment en Chine et en Russie. Les problèmes auxquels est confronté le discours environnemental à plus long terme sont les sentiments d'insouciance et d'impuissance qui sont cités comme des obstacles auxquels les groupes d'activistes publics sont confrontés lorsqu'ils tentent de promouvoir le changement. De plus, les mouvements écologistes traditionnels sont "de plus en plus contestés par des contre-mouvements écologistes" (pg 309). Il existe également de nombreux objectifs différents et des écarts entre ces types de mouvements, ainsi que des obstacles à la production d'un message efficace et influent pour inspirer les autres à adopter un changement. Cela empêche la production d'un message solide et généralisé et d'un objectif spécifique de la part de tous les groupes environnementaux.

### Ciblage des militants
Le gouvernement des États-Unis, par l'intermédiaire de ses services de renseignement intérieurs, a ciblé, en tant que « terroristes nationaux », des militants écologistes et des organisations de lutte contre le changement climatique, notamment en les enquêtant, en les interrogeant et en les plaçant sur des « listes de surveillance » nationales, ce qui rend plus difficile leur embarquement dans les avions et qui pourrait déclencher une surveillance des forces de l'ordre locales. Des acteurs inconnus ont également secrètement embauché des hackers professionnels pour lancer des attaques d'hameçonnage contre des militants du climat qui organisaient la campagne #ExxonKnew. Le 16 septembre 2022, plus de cinquante manifestants pour le climat ont été arrêtés et emprisonnés au Royaume-Uni pour avoir bloqué des routes, nombre d'entre eux devant comparaître devant un tribunal et certains étant libérés sous caution. Alice Reid, porte-parole du groupe Rebels in Prison Support, affirme que nombre de ces manifestants sont de jeunes adultes sans lien avec le système judiciaire avant de devenir des militants.

## Activités

### Marche populaire pour le climat 2014

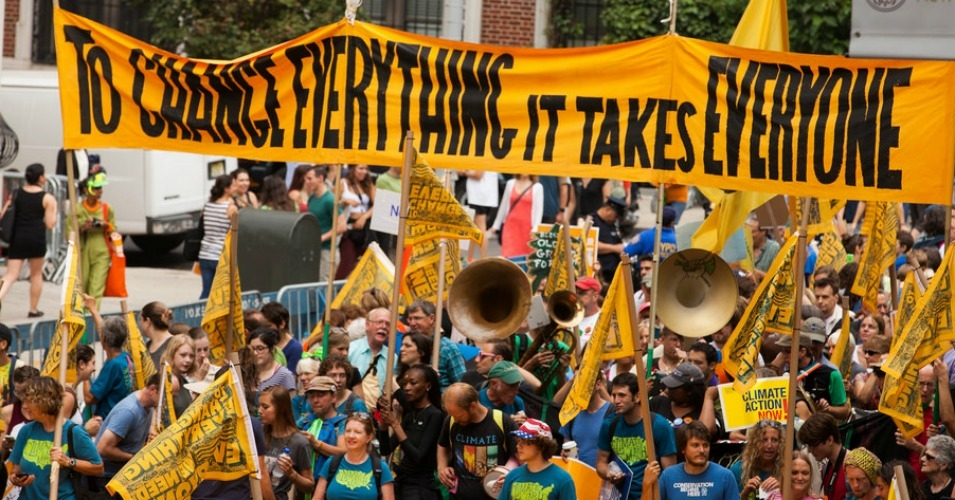
La Marche populaire pour le climat 2014 a réuni des centaines de milliers de personnes pour une action forte contre le changement climatique.

Le mouvement pour le climat a organisé son plus grand événement le 21 septembre 2014, lorsqu'il a mobilisé 400 000 militants à New York lors de la Marche populaire pour le climat (plus plusieurs milliers d'autres dans d'autres villes), organisée par le Mouvement populaire pour le climat, pour exiger une action climatique des dirigeants mondiaux réunis pour le Sommet des Nations unies sur le climat de 2014,.

### Activisme institutionnel pour le climat
Il y a eu des coalitions d'investisseurs institutionnels qui ont promulgué l'activisme climatique. Ces initiatives ont parfois inclus des efforts de groupe expansifs, tels que Climate Action 100+ - une coalition de plus de 300 investisseurs institutionnels (dont certains des plus grands émetteurs de gaz à effet de serre). L'activisme institutionnel n'est pas rare, malgré l'hypothèse courante selon laquelle les intérêts des actionnaires seraient opposés à une telle action. Cependant, les efforts déployés à l'échelle de l'industrie pour atténuer les risques climatiques sont souvent dans l'intérêt d'entreprises fortement diversifiées, car le changement climatique peut avoir un effet important sur l'économie mondiale.

### Mobilisation climatique
Depuis 2014, des portions croissantes du mouvement climatique, en particulier aux États-Unis, s'organisent pour une réponse économique internationale au changement climatique à l'échelle de la mobilisation du front intérieur américain pendant la Seconde Guerre mondiale, dans le but de réduire rapidement les émissions de carbone et de passer à une énergie 100 % propre plus rapidement que le marché libre ne le permet probablement. Tout au long de 2015 et 2016, The Climate Mobilization a mené des campagnes populaires aux États-Unis pour cette échelle d'ambition, et en juillet 2016, des militants ont réussi à faire adopter un texte dans la plate-forme nationale du Parti démocrate appelant à une mobilisation climatique à l'échelle de la Seconde Guerre mondiale. En août 2015, l'écologiste Bill McKibben a publié un article dans le New Republic ralliant les Américains à « déclarer la guerre au changement climatique ».

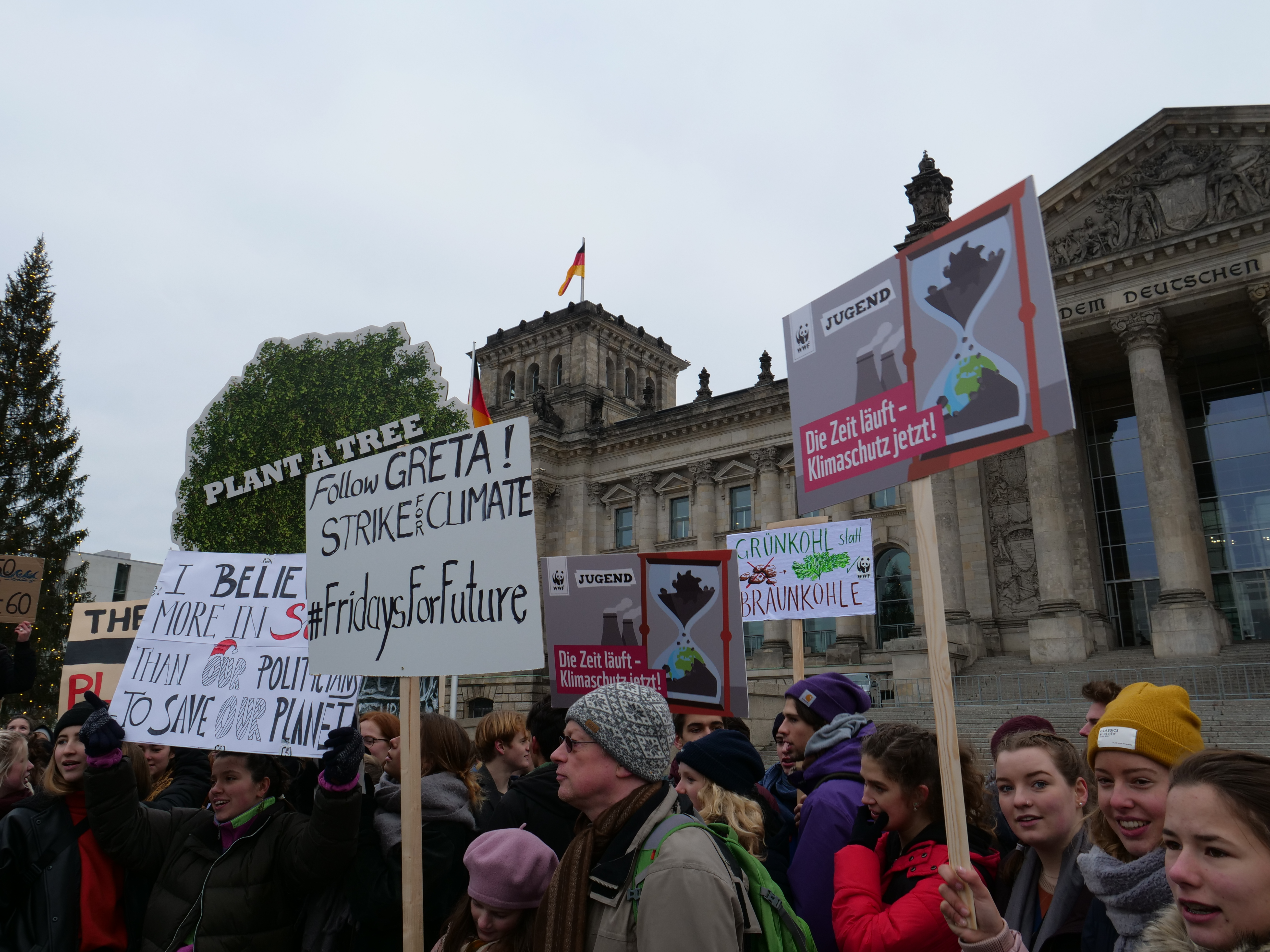
Une grève scolaire pour le climat à Berlin (2018)

### Grèves scolaires pour le climat
- <1 000
- 1 000-10 000
- 10 000-100 000
- 100 000+
- 1 000 000+

La grève étudiante pour le climat ou grève scolaire pour le climat — dénommée « école buissonnière pour le climat » par certains médias,, — est un mouvement international de jeunes quittant leur établissement scolaire, généralement le vendredi ou parfois le jeudi, pour participer à des manifestations en faveur de l’action contre le réchauffement climatique.

### Mouvement des jeunes pour le climat
Partout dans le monde, des jeunes ont fait grève, plaidé et se sont portés volontaires pour des solutions climatiques. Des groupes de jeunes pour l'action climatique tels que SustainUS, Fridays for Future et le Sunrise Movement ont appelé les jeunes à tenir les dirigeants responsables, que ce soit en assistant à des conférences, en faisant la grève de l'école et en faisant pression sur les politiciens pour qu'ils écoutent les scientifiques, ou en appelant à davantage d'emplois verts et en consolidant le pouvoir électoral.
En 2020, le Secrétaire général des Nations unies a lancé le Groupe consultatif mondial de la jeunesse sur le changement climatique, en sélectionnant sept membres qui se réunissent pour représenter les changements que les jeunes exigent dans le monde,.
L'implication des jeunes dans les mouvements d'action en faveur du climat a considérablement augmenté au 21e siècle et s'est intensifiée au cours des dernières années. Les jeunes militants pour le climat ont utilisé les plateformes de médias sociaux comme moyen de s'engager et de protester contre le problème environnemental actuel. Après que Greta Thunberg ait lancé le mouvement de jeunesse « Strikes for Climate » en manifestant devant le Parlement suédois en 2018, elle a documenté son parcours sur Twitter, où elle a construit un réseau pour promouvoir sa cause et appeler les gens à l'action. Le mouvement des jeunes pour le climat commence à passer de la manière traditionnelle aux plateformes de médias sociaux et cela se poursuivra à l'avenir.
Les jeunes générations accordent plus d'attention aux événements mondiaux, en particulier au changement climatique. Les recherches montrent que le changement climatique préoccupe davantage les jeunes que les personnes âgées. Plus de 70 % des Américains âgés de 18 à 34 ans s'inquiètent du réchauffement climatique, contre 62 % des 35 à 54 ans et 56 % des 55 ans ou plus. Corner affirme que dans les pays européens, les jeunes ont tendance à avoir des niveaux d'inquiétude similaires ou supérieurs à ceux des adultes et ont un sens plus élevé de la perception du risque.
Lorsque la pandémie a frappé, la plupart des mouvements de grèves scolaires dans le monde ont continué à avoir lieu, mais se sont davantage déplacés vers les plateformes de médias sociaux (Twitter, Facebook, etc.), ce qui a entraîné une baisse des taux de participation. Cependant, la participation au mouvement des jeunes pour le climat sur les médias sociaux a continué d'augmenter. Les médias sociaux ont fourni aux jeunes un moyen de partager leurs préoccupations, de générer des connaissances et d'être plus actifs politiquement puisqu'ils ne sont pas encore en mesure de voter et font face à des limitations logistiques dans la participation en face à face,.

La recherche a montré que les militants ont créé un sentiment de connexion avec d'autres jeunes et d'autres militants du changement climatique. Ils utilisent les réseaux sociaux comme moyen de communiquer avec les autres de manière horizontale. Ils jouent un rôle important dont l'objectif est de pousser un vaste éventail de supporters dans le monde entier à se joindre au mouvement des jeunes pour le climat.
YOUNGO est le collège officiel des enfants et des jeunes de la CCNUCC, dont les membres ont jusqu'à 35 ans. L'une des principales tâches de ce groupe est de rédiger une déclaration de position mondiale de la jeunesse à remettre aux responsables lors de la conférence annuelle des parties à la CCNUCC,.